# Schneeberg (Gemeinde Kirchschlag)
Schneeberg ist eine Ortschaft und eine Katastralgemeinde in der Marktgemeinde Kirchschlag in Niederösterreich.

## Geografie
Der kleine Ort liegt östlich des 902 m ü. A. hohen Schneebergs und besteht aus mehreren großen landwirtschaftlichen Anwesen. Ebenso besiedelt ist der bewaldete Gipfelbereich des Schneeberges. Von der Ortschaft hat man an klaren Tagen eine wunderbare Fernsicht bis in das Alpenvorland.

## Geschichte
Der Ort wird spätestens 1529 zum ersten Mal schriftlich erwähnt.
Im Eintrag der Josephinischen Fassion aus Jahre 1786/87 gab es im heutigen Ort 15 Häuser.
Im Jahr 1822 wurde der Ort als Dorf mit fünfzehn Häusern genannt, das nach Kirchschlag eingepfarrt war, wohin auch die Kinder eingeschult wurden. Die Herrschaft Gutenbrunn besaß die Ortsobrigkeit und besorgte die Konskription. Die Landgerichtsbarkeit wurde von der Herrschaft Pöggstall ausgeübt. Die Untertanen und Grundholde des Ortes gehörten der Herrschaft Gutenbrunn.
Nach der Entstehung der Ortsgemeinden 1849 wurde der Ort eine Katastralgemeinde der Ortsgemeinde Kirchschlag.
Laut Adressbuch von Österreich waren im Jahr 1938 in Schneeberg ein Gastwirt, zwei Viehhändler und mehrere Landwirte ansässig.

## Siedlungsentwicklung
Zum Jahreswechsel 1979/1980 befanden sich in der Katastralgemeinde Schneeberg insgesamt 16 Bauflächen mit 10.249 m² und 8 Gärten auf 931 m², 1989/1990 gab es 37 Bauflächen. 1999/2000 war die Zahl der Bauflächen auf 66 angewachsen und 2009/2010 bestanden 36 Gebäude auf 66 Bauflächen.

## Bodennutzung
Die Katastralgemeinde ist landwirtschaftlich geprägt. 162 Hektar wurden zum Jahreswechsel 1979/1980 landwirtschaftlich genutzt und 100 Hektar waren forstwirtschaftlich geführte Waldflächen. 1999/2000 wurde auf 154 Hektar Landwirtschaft betrieben und 106 Hektar waren als forstwirtschaftlich genutzte Flächen ausgewiesen. Ende 2018 waren 149 Hektar als landwirtschaftliche Flächen genutzt und Forstwirtschaft wurde auf 105 Hektar betrieben. Die durchschnittliche Bodenklimazahl von Schneeberg beträgt 17,9 (Stand 2010).